# Општина Маркушица
Општина Маркушица налази се у саставу Вуковарско-сремској жупанији, у источној Славонији, Република Хрватска. Средиште општине је у Маркушици. Општина Маркушица основана је 1997. године и насељена је већински српским становништвом. Према подацима са последњег пописа 2021. године у општини је живело 1773 становника.

## Географија
Општина Маркушица се на северу и североистоку граничи са општином Тординци, на истоку општином Нуштар, на југу са градом Винковцима, на југозападу са општинама Јармина и Иванково. На западу се граничи са општинама Ернестиново, Шодоловци и Семељци.

## Насељена места
Општину чине насеља:
- Габош (516)
- Караџићево (194)
- Маркушица (1009)
- Острово (612)
- Подриње (224)

## Становништво
На попису становништва 2011. године, општина Маркушица је имала 2.555 становника. У сва пет насеља Срби чине већину.
| Попис 2011.‍       | Попис 2011.‍       | Попис 2011.‍ | Попис 2011.‍ | Попис 2011.‍ |
| ----------------- | ----------------- | ----------- | ----------- | ----------- |
|                   |                   |             |             |             |
| Срби              | Срби              |             | 2.302       | 90,10%      |
| Хрвати            | Хрвати            |             | 209         | 8,18%       |
| Мађари            | Мађари            |             | 10          | 0,39%       |
| Албанци           | Албанци           |             | 1           | 0,04%       |
| Чеси              | Чеси              |             | 1           | 0,04%       |
| Македонци         | Македонци         |             | 1           | 0,04%       |
| Немци             | Немци             |             | 1           | 0,04%       |
| Буњевци           | Буњевци           |             | 1           | 0,04%       |
| Украјинци         | Украјинци         |             | 1           | 0,04%       |
| Верска припадност | Верска припадност |             | 3           | 0,12%       |
| неизјашњени       | неизјашњени       |             | 24          | 0,94%       |
| непознато         | непознато         |             | 1           | 0,04%       |
| укупно: 2.555     |                   |             |             |             |

| Попис 2021.‍   | Попис 2021.‍ | Попис 2021.‍ | Попис 2021.‍ | Попис 2021.‍ |
| ------------- | ----------- | ----------- | ----------- | ----------- |
|               |             |             |             |             |
| Срби          | Срби        |             | 1.600       | 90,24%      |
| Хрвати        | Хрвати      |             | 151         | 8,52%       |
| остали        | остали      |             | 22          | 1,24%       |
| укупно: 1.773 |             |             |             |             |